# 도쿄도 제9구
도쿄도 제9구(東京都第9区)는 일본의 중의원 선거구이다. 1994년 공직선거법으로 신설되었다.

## 지역
- 네리마구 일부